# Bříza (okres Litoměřice)
Obec Bříza (německy Birke) se nachází v okrese Litoměřice v Ústeckém kraji přibližně 8,5 kilometru od města Roudnice nad Labem. Žije v ní 441 obyvatel. Nachází se v ní zastávka vlaků Bříza obec (dříve Račiněves) 

## Historie
První písemná zmínka pochází z roku 1347.

## Obyvatelstvo
|           | 1869 | 1880 | 1890 | 1900 | 1910 | 1921 | 1930 | 1950 | 1961 | 1970 | 1980 | 1991 | 2001 | 2011 |
| --------- | ---- | ---- | ---- | ---- | ---- | ---- | ---- | ---- | ---- | ---- | ---- | ---- | ---- | ---- |
| Obyvatelé | 580  | 657  | 700  | 656  | 708  | 725  | 729  | 538  | 543  | 456  | 383  | 320  | 355  | 399  |
| Domy      | 100  | 100  | 106  | 118  | 123  | 127  | 151  | 159  | 145  | 137  | 126  | 150  | 156  | 163  |

## Galerie

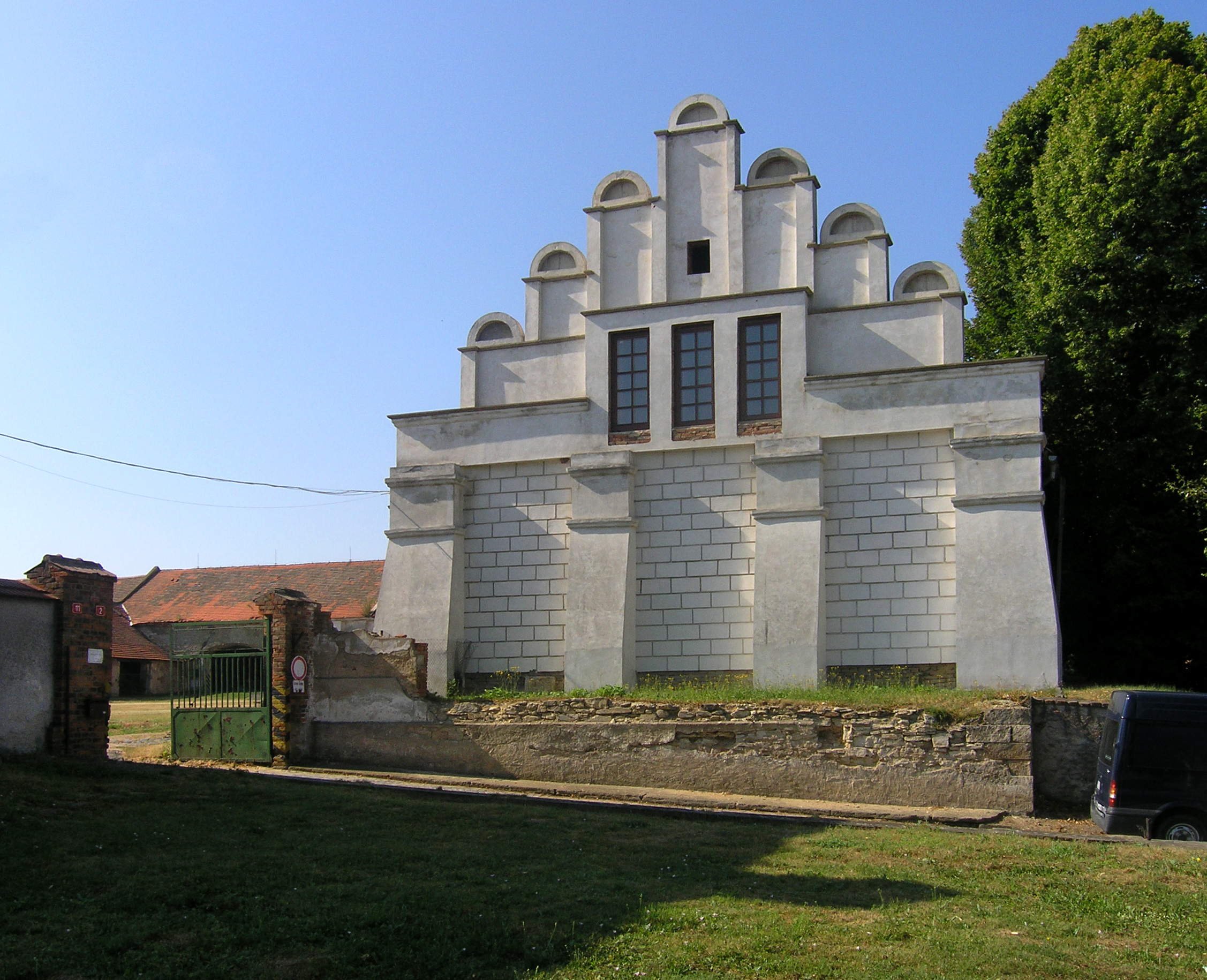
Portál hospodářské budovy
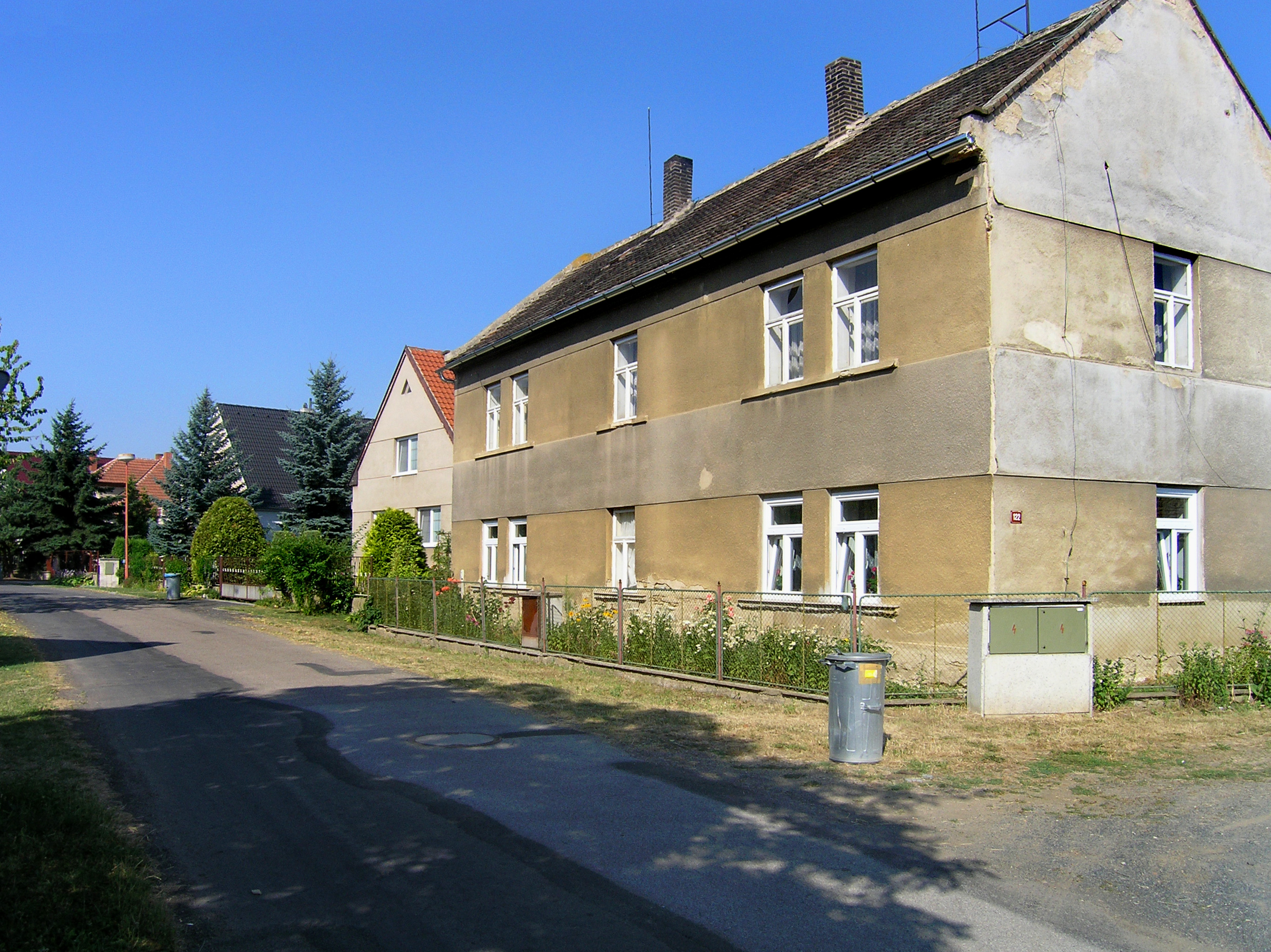
Domy v severní části
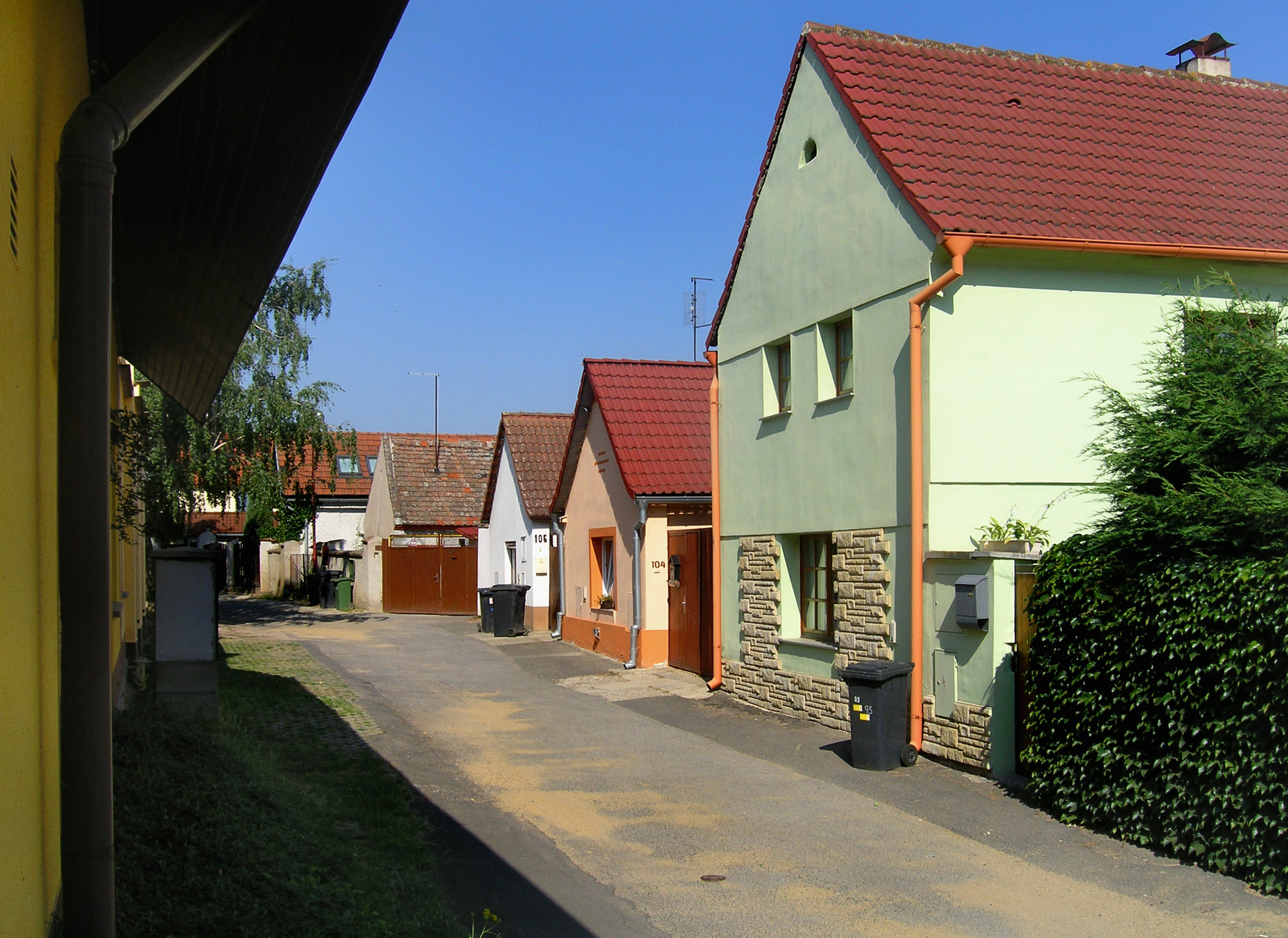
Postranní ulička v Bříze